# Tịnh độ

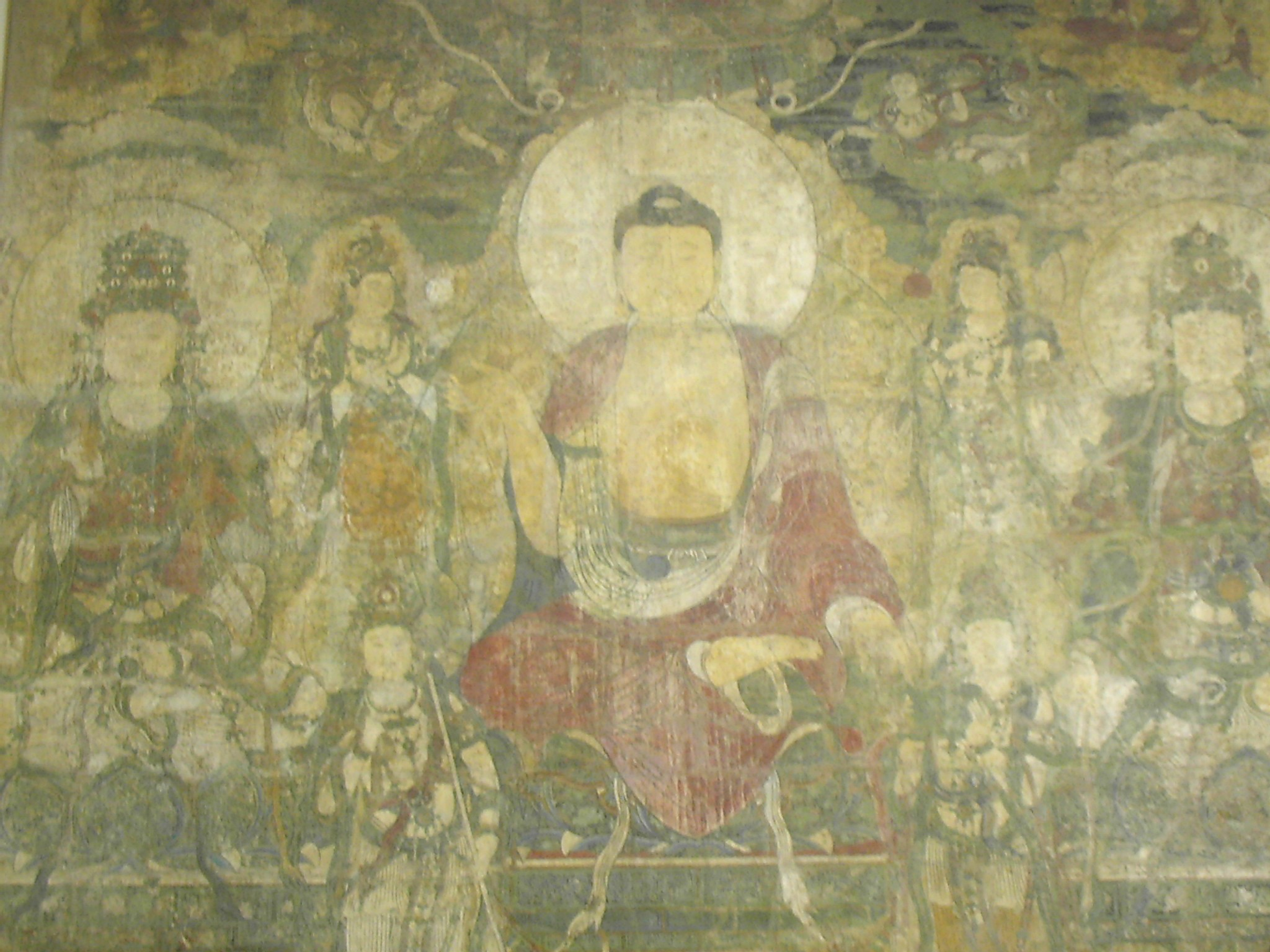
Tịnh độ phương Đông

Tịnh độ (zh. jìngtǔ 淨土, sa. buddhakṣetra, ja. jōdo) nguyên nghĩa Phạn ngữ là Phật (buddha) độ (kṣetra), cõi Phật, cõi thanh tịnh. Trong Bắc tông, người ta hiểu mỗi Tịnh độ thuộc về một vị Phật đã tạo  ra, và vì có vô số chư Phật nên có vô số Tịnh độ.
Được nhắc nhở nhiều nhất là Tịnh độ mang tên Cực Lạc (sa. sukhāvatī) của Phật A-di-đà (sa. amitābha) ở phương Tây. Tịnh độ phía Đông là cõi Phật Dược Sư (sa. bhaiṣajyaguru-buddha) có tên là Tịnh Lưu Ly, có khi Tịnh độ đó được gọi là Điều hỉ quốc (sa. abhirati) của Phật Bất Động (sa. akṣobhya). Phía Nam là Tịnh độ của Phật Bảo Sinh (sa. ratnasambhava), phía Bắc là Tịnh độ của Phật Cổ Âm (sa. dundubhisvara). Vị Phật tương lai Di-lặc (sa. maitreya), là vị đang giáo hoá ở cõi Đâu-suất (sa. tuṣita), sẽ tạo một Tịnh độ mới. Nhưng được sanh về Tịnh độ rất khó, sách xưa có câu: Nhân thân nan đắc, Phật pháp nan văn, Thiện duyên nan ngộ, Phật quốc nan sanh.
Tịnh độ được xem là "hoá thân" của thế giới mới tốt đẹp hơn, là cõi của người tu hành muốn được tái sinh. Muốn đạt được cõi này, hành giả không phải chỉ trau dồi thiện nghiệp, công đức phước báu mà còn phải nguyện cầu các đức Phật của các cõi đó cứu độ được tái sinh. Trong nhân gian, người ta thường hiểu Tịnh độ là một nơi có vị trí địa lý nhất định, nhưng thật ra Tịnh độ là một dạng của tâm thức giác ngộ vì thế giới vốn là ảo kể cả Ta Bà, sẽ không bị ô nhiễm và các phương hướng Đông, Tây, Nam, Bắc chỉ có tính chất hình tượng. Nên nhớ là trong Đạo Phật, Tịnh độ chưa phải là mục đích cuối cùng trên con đường tu tập - chỉ là nơi được xem là cõi cuối cùng mà hành giả phải tái sinh để rồi đạt Niết-bàn (trừ phi có hạnh nguyện riêng trên con đường Bồ tát muốn đến các cõi khác để cứu độ). Và trong tinh thần Đại thừa, Đức Phật đặc biệt nói những bộ Kinh cứu cánh như Hoa Nghiêm, Pháp Hoa, Niết Bàn, ý chỉ nêu rõ "Những cõi nước do Đức Phật biến hóa, để làm phương tiện để an ủi chúng sanh những lúc cảm thấy mệt mỏi, chán nản đều gọi đó là cõi Phương tiện, Hóa thành. Chỉ có Niết Bàn của Phật mới là mới gọi là Bảo Sở". Như vậy cõi Tịnh độ chưa được xem là cõi cuối cùng, cho nên cõi Tinh độ là cõi Phương tiện.